# Robert Ian Moore
Robert Ian Moore (* 8. Mai 1941 in Enniskillen, Nordirland; † 5. Februar 2025) war ein britischer Historiker, Mediävist und Professor für Geschichte an der Universität Newcastle. Er ist bekannt für seine Forschungen zur Häresie, der Inquisition und der sozialen Entwicklung im Mittelalter.

## Akademischen Karriere
Robert Ian Moore wurde am 8. Mai 1941 in Enniskillen, Nordirland, geboren. Er studierte am Merton College in Oxford, wo er 1962 den Bachelor of Arts erwarb und 1966 den Master of Arts. Von 1964 bis 1994 lehrte er mittelalterliche Geschichte an der Universität von Sheffield und wechselte dann an die Universität von Newcastle. 1989 war er Gastprofessor an der Universität von Chicago und 2004 an der Universität von Kalifornien in Berkeley. Während seiner akademischen Karriere verfasste er mehrere Bücher, die sich mit der mittelalterlichen Gesellschaft und der Rolle der Kirche bei der Bekämpfung von Häresien und anderen sozialen Bewegungen beschäftigten.

## Studien und Werke
In The Origins of European Dissent (1977, überarbeitet 1985) untersuchte Moore die Entstehung religiöser, sozialer und kultureller Abweichungen in Europa zwischen dem 11. und 14. Jahrhundert, darunter Häresien, Sekten und soziale Dissidenz. Er analysierte die Bedingungen, die diese Bewegungen förderten.
1987 erschien The Formation of a Persecuting Society. Hier beschrieb Moore, wie im Mittelalter Strukturen entstanden, die abweichendes Verhalten – insbesondere Häresie – als Bedrohung für Ordnung und Stabilität betrachteten und systematisch verfolgten. Diese Verfolgungen dienten nicht nur der Durchsetzung einer einheitliche und unverfälschte Glaubenslehre und Unterdrückung abweichender oder konkurrierender Vorstellungen, sondern auch der Machtsicherung von Kirche und Staat. Abweichler wie Juden oder so genannte Katharer wurden als Gefahr für Glauben und Gesellschaft angesehen. Moore beleuchtete unter anderem den Albigenserkreuzzug und die Entstehung der Inquisition als Werkzeug institutionalisierter Gewalt.
In Hérétiques: Résistances et répression dans l’Occident médiéval (2012) widmete sich Moore den Formen religiösen und sozialen Widerstands sowie den Mechanismen repressiver Institutionen im Mittelalter. Er analysierte dabei die Dynamik zwischen Dissidenz und Kontrolle.
Moores Arbeiten prägen die Diskussion über Gewalt und Verfolgung im Mittelalter. Neben seinen Büchern veröffentlichte er zahlreiche Essays und Artikel, die seine Forschung weiter untermauern.

## Schriften (Auswahl)
- The Origins of European Dissent. Basil Blackwell, Oxford 1977; überarbeitete Neuausgabe: New York 1985.
- The Formation of a persecuting society. Power and deviance in Western Europe, 950–1250. Basil Blackwell, Oxford 1987.
- The war on heresy. Faith and power in medieval Europe. Profile Books, London 2012, ISBN 978-1-84668-196-7.
  - französische Übersetzung: Hérétiques. Résistances et répression dans l’Occident médiéval. Belin, Paris 2017.